# Mīnūdasht (kommunhuvudort i Iran)
Mīnūdasht (persiska: مينودشت) är en kommunhuvudort i Iran.   Den ligger i provinsen Golestan, i den norra delen av landet, 400 km öster om huvudstaden Teheran. Mīnūdasht ligger 156 meter över havet och antalet invånare är 25 983.
Terrängen runt Mīnūdasht är kuperad åt sydost, men åt nordväst är den platt.Runt Mīnūdasht är det ganska glesbefolkat, med 48 invånare per kvadratkilometer. Närmaste större samhälle är Gonbad-e Kāvūs, 18,2 km väster om Mīnūdasht. I omgivningarna runt Mīnūdasht växer i huvudsak blandskog.